# Linus (papież)
Linus z Etrurii (gr. Λῖνος, Linos; ur. ok. 10 w Volterze, zm. ok. 79 w Rzymie) – święty Kościoła katolickiego i Cerkwi prawosławnej, papież w okresie najprawdopodobniej od ok. 64/68 do 23 września 76/79.
Linus był drugim, po św. Piotrze Apostole, biskupem Rzymu, czyli według tradycji katolickiej drugim papieżem. Do przełomu II i III wieku był jednak uważany za pierwszego papieża.

## Życiorys
Jego życie i pontyfikat są praktycznie nieznane. Zachowało się o nim mało informacji. Pochodził z Etrurii, być może z Tuscji, gdzie miał przyjść na świat w miasteczku Volterra, jako syn Herkulanusa. Wspominają o nim najstarsze katalogi papieskie. Św. Ireneusz napisał: „Błogosławieni apostołowie, po założeniu i urządzeniu Kościoła, przekazali jego rządy i episkopat Linusowi”. O Linusie wspomina Paweł w swym drugim Liście do Tymoteusza (2 Tm 4,21). Przyjmuje się, że był koadiutorem św. Piotra, co sprawiało, że zajmował pierwsze miejsce wśród społeczności gmin chrześcijańskich w Rzymie.
Jako następca św. Piotra wsławił się napomnieniem adresowanym do kobiet, aby w świątyni nakrywały głowy welonem, czego zresztą wymagał już św. Paweł Apostoł. Chodziło mu zapewne o to, by ich fryzury i ozdoby do włosów nie stawały się przyczyną roztargnienia mężczyzn. Linus miał być według Ireneusza i Euzebiusza towarzyszem św. Pawła, który przesłał z Rzymu pozdrowienia Tymoteuszowi w Efezie.
W czasie jego pontyfikatu trwała wojna żydowska, zakończona zburzeniem Jerozolimy i Świątyni przez wojsko Tytusa Flawiusza.
Po kilkunastu latach rządzenia Kościołem w Rzymie zmarł, jak głosi legenda, śmiercią męczeńską i został pochowany obok św. Piotra.
Natomiast w VI wieku pojawiło się pismo apokryficzne, sygnowane jego imieniem pt. Martyrium beati Petri Apostoli a Lino conscriptum. Kościół katolicki wspomina go 23 września. Cerkiew prawosławna wspomina go 5 listopada.
Jest wymieniany w Kanonie rzymskim Mszy św. (w 1. Modlitwie Eucharystycznej w zreformowanej mszy posoborowej) po wspomnieniu Maryi, św. Józefa i świętych apostołów jako pierwszy z pozostałych świętych wymienianych w pierwszej części Kanonu.